# Lützelsee
Lützelsee ist die Bezeichnung für den See und den gleichnamigen Weiler in der Gemeinde Hombrechtikon, Kanton Zürich, Schweiz.
Entstanden ist der Lützelsee als Toteissee. Die älteste urkundliche Nennung des Namens Lützelsee findet sich in einer Schenkungsurkunde an das Kloster St. Gallen aus dem Jahre 745. «Lucikinse» ist die damalige Schreibweise für Lützelsee.
Der Lützelsee liegt auf 500 m ü. M., hat eine Fläche von 12,8 ha und ein Einzugsgebiet von 570,9 ha. Er liegt zwischen den Weilern Lutikon, Hasel und Lützelsee und steht seit 1983 unter Eidgenössischem Natur- und Landschaftsschutz (Lützelsee-Seeweidsee-Uetziker Riet, Objektnummer 1417). Ein Rundweg führt um den See. Das Ufer ist mehrheitlich in einer Schutzzone. Das Baden ist in einem bestimmten Bereich rund um die Badeanstalt erlaubt.
Eine Besonderheit sind die schwimmenden Inseln auf dem Lützelsee, die sich aus Schilfpflanzen bilden, die sich vom Ufer lösten.
Am Lützelsee können Störche beobachtet werden. Seit über 30 Jahren brüten sie im Hasel. Das Jahr 2018 mit 37 beringten Jungstörchen gilt als Rekordjahr.

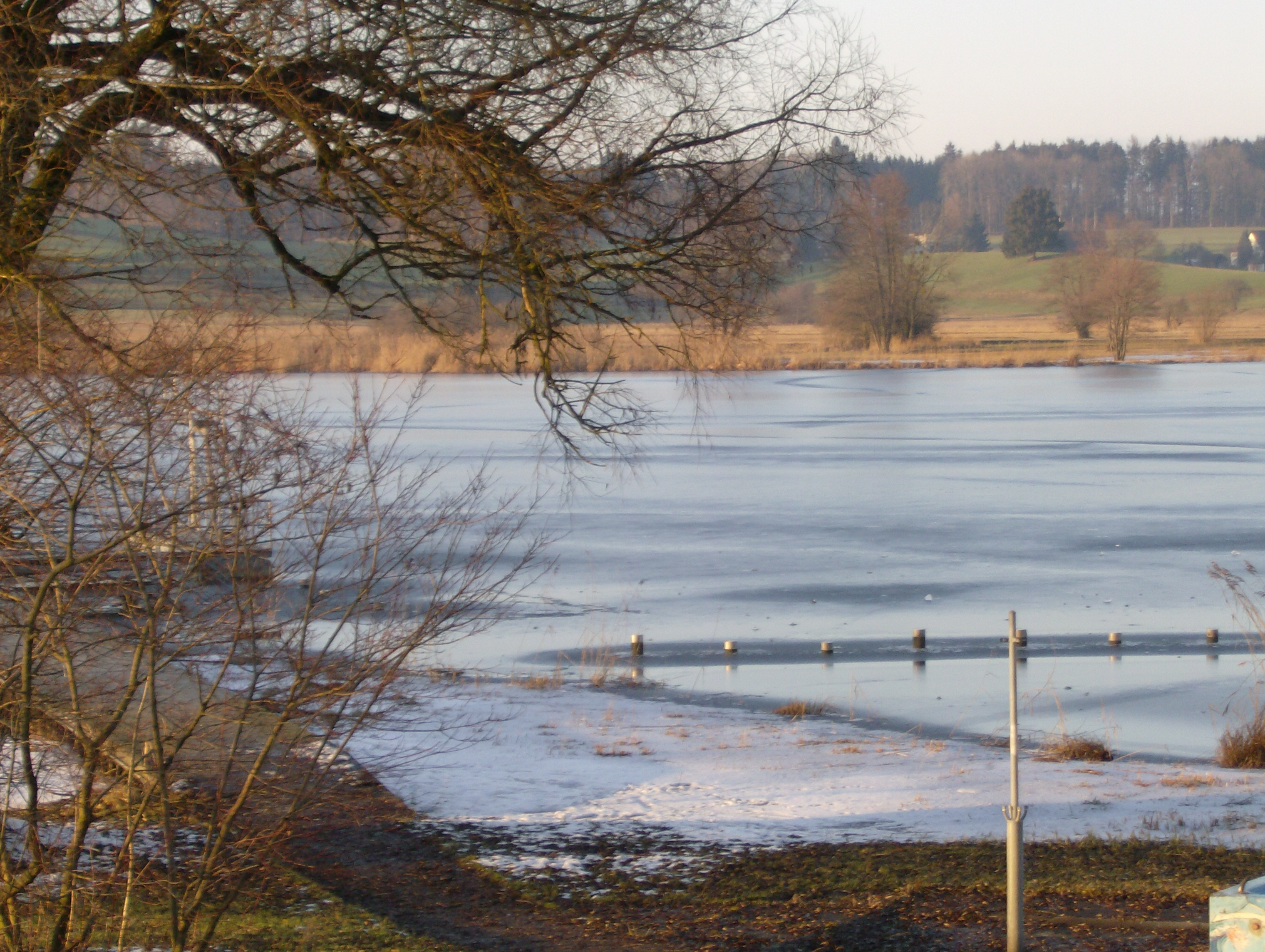
Der Lützelsee
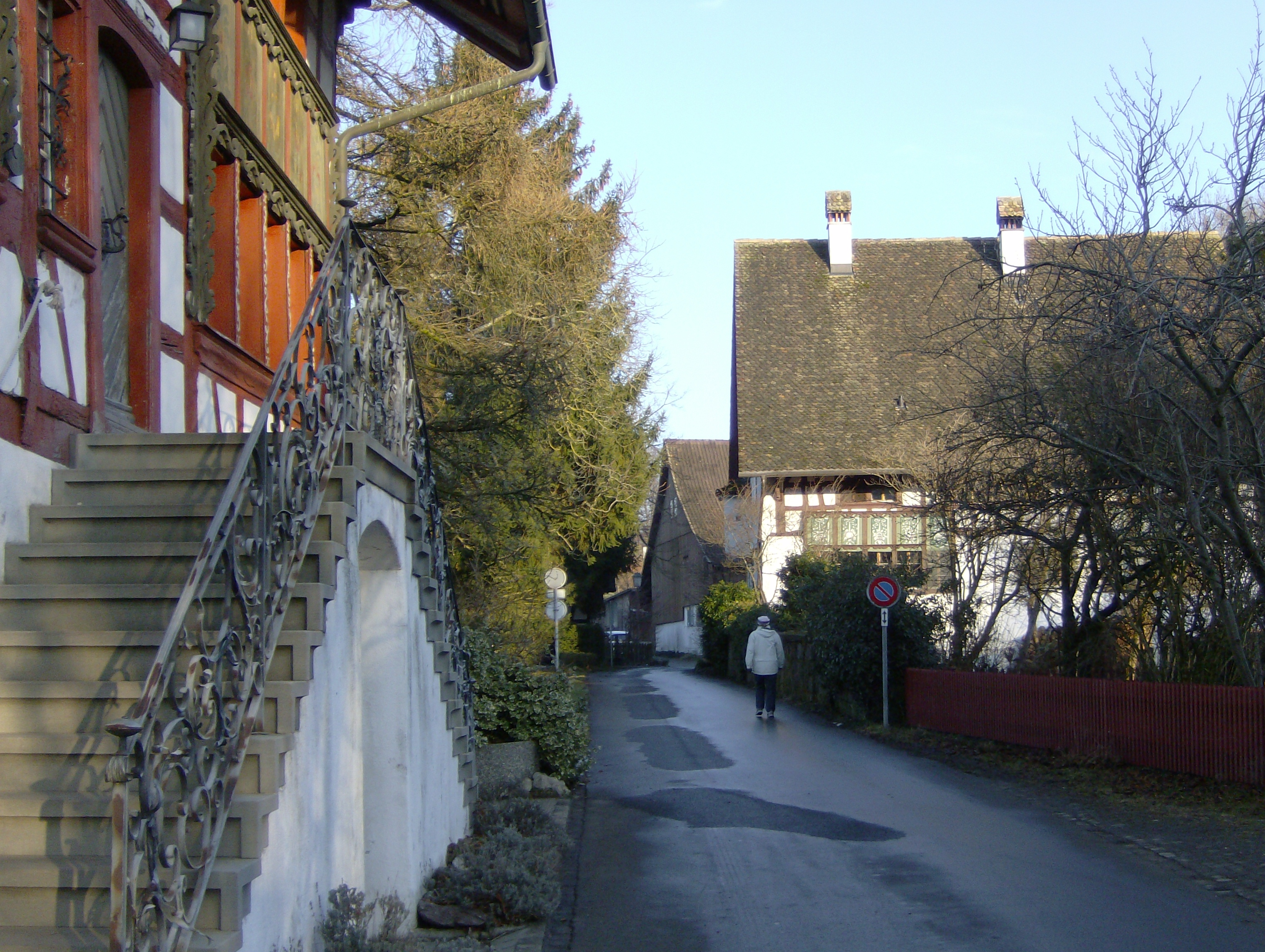
Der Weiler Lützelsee
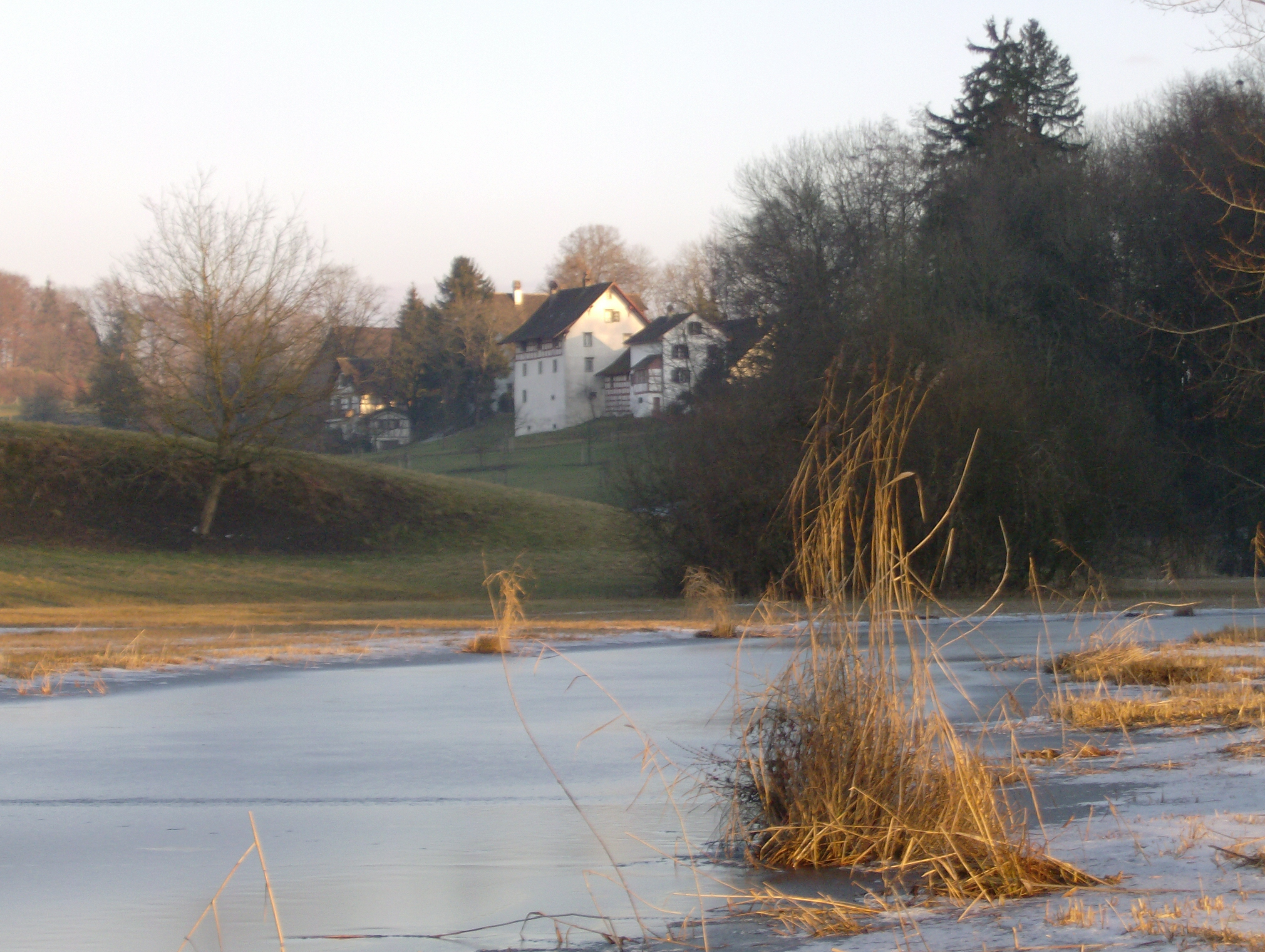
See und Weiler